# Luck of the Draw
Luck of the Draw is het elfde album van Bonnie Raitt, dat werd uitgebracht in 1991. Nadat ze vier Grammy Award-nominaties had ontvangen voor het album Nick of Time, trok Raitt zich terug in Noord-Californië om te werken aan Luck of the Draw. "Ik deed het bewust, om te zien of ik iets kon bedenken," zei Raitt in 1991. "In het geval dat ik won, wilde ik zeker weten dat ik wat geschreven had, en niet het gevoel had dat Nick of Time een toevalstreffer was. Ik wilde niet alleen maar winnen omdat ik gestopt was met drinken en 20 jaar geen geld had verdiend, weet je? Er was niet genoeg. Dus ik dwong mezelf eigenlijk om op componeer-bootcamp te gaan. Er waren drie of vier dagen waarin er niets gebeurde - maar omdat ik geen alcohol of ongelukkigheid of zo had, dat me in de weg zat, begon het zich te openen, en begon ik met drie van de vier nummers van mij die op dit album staan. En toen maakte het niet uit of ik won of niet, omdat ik voor mezelf had bewezen dat ik oké was."
Het album werd commercieel nog succesvoller dan Nick of Time, er werden zeven miljoen exemplaren verkocht, en er kwamen veel hits uit voort. De critici waren ook allemaal positief, sommigen noemden Luck of the Draw zelfs haar beste album.
Luck of the Draw won de Grammy Award voor Best Female Rock Vocal Performance. "Good Man, Good Woman" werd Best Rock Performance By A Duo Or Group With Vocal en "Something to Talk About" werd Best Female Pop Vocal Performance.

## Tracklist
1. "Something to Talk About" (Eikhard) – 3:47
2. "Good Man, Good Woman" (Womack, Womack) – 3:33
3. "I Can't Make You Love Me" (Reid, Shamblin) – 5:33
4. "Tangled and Dark" (Raitt) – 4:52
5. "Come to Me" (Raitt) – 4:20
6. "No Business" (Hiatt) – 4:24
7. "One Part Be My Lover" (O'Keefe, Raitt) – 5:06
8. "Not the Only One" (Brady) – 5:03
9. "Papa Come Quick (Jody and Chico)" (Hirsch, Taylor, Vera) – 2:43
10. "Slow Ride" (Hayes, McNally, Pessis) – 3:59
11. "Luck of the Draw" (Brady) – 5:17
12. "All at Once" (Raitt) – 5:03

## Muzikanten
- Bonnie Raitt – steelstringgitaar, gitaar, elektrische gitaar, elektrische piano, zang, achtergrondzang, slidegitaar
- Sweet Pea Atkinson – achtergrondzang
- Curt Bisquera – drums
- Sir Harry Bowens – achtergrondzang
- Paul Brady – achtergrondzang
- Tony Braunagel – percussie, drums, timbales
- Turner Stephen Bruton – akoestische gitaar, gitaar, achtergrondzang
- Carole Castillo – altviool
- Emilio Castillo – tenorsax
- Glen Clark – achtergrondzang
- Steve Conn – accordeon
- Larry Corbett – cello
- John and Phil Cunningham – fluiten
- Paulinho da Costa – conga
- Deborah Dobkin – percussie
- Ernest Ehrhardt – cello
- Ricky Fataar – percussie, drums
- Robben Ford – elektrische gitaar
- Rick Gerding – altviool
- Mark Goldenberg – akoestische gitaar
- Martin Goldenberg – gitaar
- Pamela Goldsmith – altviool
- Steve Grove – tenorsax
- John Hiatt – gitaar, achtergrondzang

- Bruce Hornsby – piano, keyboard
- James "Hutch" Hutchinson – basgitaar
- Randy Jacobs – elektrische gitaar
- Dennis Karmazyn – cello
- Kris Kristofferson – achtergrondzang
- Stephen "Doc" Kupka – baritonsax
- David Lasley – achtergrondzang
- Delbert McClinton – mondharmonica, achtergrondzang
- Arnold McCuller – achtergrondzang
- Ian McLagan – Hammondorgel
- Larry John McNally – achtergrondzang
- Ivan Neville – keyboard
- Novi – altviool
- Jeff Porcaro – drums
- Michael Ruff – keyboard
- Johnny Lee Schell – elektrische gitaar, zang
- Aaron Shaw – doedelzak
- Benmont Tench – piano, Hammondorgel
- Richard Thompson – gitaar
- Lee Thornburg – trompet
- Scott Thurston – akoestische gitaar, elektrische gitaar, keyboard
- Daniel Timms – achtergrondzang
- Tower of Power – blazerssectie
- Billy Vera – elektrische gitaar

## Hitlijsten

### Album
| Jaar | Lijst         | Positie |
| ---- | ------------- | ------- |
| 1991 | Billboard 200 | 2       |

### Singles
| Jaar | Single                     | Lijst                  | Positie |
| ---- | -------------------------- | ---------------------- | ------- |
| 1991 | "I Can't Make You Love Me" | Adult Contemporary     | 6       |
| 1991 | "I Can't Make You Love Me" | Mainstream Rock Tracks | 9       |
| 1991 | "I Can't Make You Love Me" | Billboard Hot 100      | 18      |
| 1991 | "Slow Ride"                | Mainstream Rock Tracks | 28      |
| 1991 | "Something to Talk About"  | Adult Contemporary     | 5       |
| 1991 | "Something to Talk About"  | Mainstream Rock Tracks | 12      |
| 1991 | "Something to Talk About"  | Billboard Hot 100      | 5       |
| 1992 | "Come to Me"               | Adult Contemporary     | 10      |
| 1992 | "Not the Only One"         | Adult Contemporary     | 2       |
| 1992 | "Not the Only One"         | Billboard Hot 100      | 34      |
| 1993 | "All at Once"              | Adult Contemporary     | 17      |